# International Hallen Meeting Karlsruhe 2012
International Hallen Meeting Karlsruhe 2012 – halowy mityng lekkoatletyczny, który odbył się 12 lutego 2012 w Karlsruhe. 
Zawody należą do prestiżowego cyklu IAAF Indoor Permit Meetings w sezonie 2012.

## Rezultaty
| NR – rekord kraju \| WL – najlepszy tegoroczny wynik na listach światowych \| PB – rekord życiowy \| SB – najlepszy wynik w sezonie \| MR – rekord mityngu |

### Mężczyźni
| Konkurencja:              | 1. miejsce      | Rezultat      | 2. miejsce          | Rezultat       | 3. miejsce           | Rezultat   |
| Bieg na 400 m             | Pavel Maslák    | 46,29 PB      | Thomas Schneider    | 47,33 SB       | Johan Wissman        | 47,34 SB   |
| Bieg na 1500 m            | Bethwel Birgen  | 3:34,65 WL PB | İlham Tanui Özbilen | 3:34,76 NR     | Mekonnen Gebremedhin | 3:36,05 SB |
| Bieg na 3000 m            | Augustine Choge | 7:29,94 WL    | Edwin Soi           | 7:29,94 =WL PB | Yenew Alamirew       | 7:31,23 SB |
| Bieg na 60 m przez płotki | Jeff Porter     | 7,54 PB       | Konstantin Szabanow | 7,56           | Emanuele Abate       | 7,59       |
| Pchnięcie kulą            | Tomasz Majewski | 21,27 SB      | David Storl         | 21,03          | Christian Cantwell   | 20,68      |

### Kobiety
| Konkurencja:              | 1. miejsce             | Rezultat         | 2. miejsce                        | Rezultat   | 3. miejsce                     | Rezultat   |
| Bieg na 60 m              | Iwet Łałowa            | 7,16 PB          | Aleen Bailey                      | 7,18 PB    | Tameka Williams                | 7,24 PB    |
| Bieg na 1500 m            | Genzebe Dibaba         | 4:00,13 WL MR PB | Helen Obiri                       | 4:06,25 PB | Angelika Cichocka              | 4:07,83 PB |
| Bieg na 3000 m            | Mariem Alaoui Selsouli | 8:36,87 SB       | Sylvia Kibet                      | 8:43,54 SB | Meselech Melkamu               | 8:43,93 SB |
| Bieg na 60 m przez płotki | Yvette Lewis           | 7,98             | Tatiana Diektiariowa              | 8,02 SB    | Loreal Smith                   | 8,06       |
| Skok wzwyż                | Irina Gordiejewa       | 1,93             | Ariane Friedrich Anna Iljuštšenko | 1,90       |                                |            |
| Skok o tyczce             | Silke Spiegelburg      | 4,68             | Kristina Gadschiew                | 4,52       | Nicole Büchler Elizaveta Ryzih | 4,42       |

## Rekordy
Podczas mityngu ustanowiono 5 krajowych rekordów w kategorii seniorów:
| Zawodnik            | Reprezentacja       | Konkurencja               | Rezultat |
| ------------------- | ------------------- | ------------------------- | -------- |
| İlham Tanui Özbilen | Turcja              | bieg na 1500 m            | 3:34,76  |
| Hayle İbrahimov     | Azerbejdżan         | bieg na 3000 m            | 7:41,48  |
| Moses Kipsiro       | Uganda              | bieg na 3000 m            | 7:41,94  |
| Tameka Williams     | Saint Kitts i Nevis | bieg na 60 m              | 7,24     |
| Beate Schrott       | Austria             | bieg na 60 m przez płotki | 8,12     |